# Аделаїдський трамвай
Аделаїдський трамвай також відомий як Трамвай Гленелг (англ. Glenelg tram) — трамвайна лінія в місті Аделаїда, штат Південна Австралія, Австралія. Разом з міською залізницею створюють основу громадського транспорту міста.

## Історія лінії
Відкрита у серпні 1873 року лінія спочатку працювала як одноколійна залізнична лінія з шириною колії 1600 мм. 2 квітня 1929 року лінія була закрита на реконструкцію щоб переробити її в трамвайну лінію. Під час реконструкції лінія була електрифікована, ширина колії змінена на стандартну та побудована друга колія. Оновлена лінія відкрилася 14 грудня 1929 року, для лінії були виготовлені трамваї з дизайном північно-американських трамвайних вагонів тих часів. До 1950-х років в місті була розвинена мережа трамвайних маршрутів, але всі лінії крім Гленелг були закриті. Трамвайна лінія Гленелг вціліла через те що була побудована на місці залізничної лінії, тобто мала відокремлені на більшій частині маршруту колії та не перешкоджала руху автомобілів. На початку 2000-х років було затверджено проект по масштабній реконструкції та розширенню лінії. Лінія була закрита з 5 червня по 7 серпня 2005 року, за 9 тижнів були замінені шпали на бетонні та реконструйвані зупинки. На початку 2007 почалися будівельні роботи по розширенню лінії в напрямку залізничного вокзалу Аделаїди, відкрили нову ділянку вже 14 жовтня того ж року. На цьому розвиток лінії не закінчився, у 2010 році відкрилося розширення до розважального центра. Однак при розширенні лінії сталося різке збільшення кількості пасажирів що призвело до переповненості у вагонах.

## Лінія Гленелг
Сучасна лінія Гленелг сполучає центр Аделаїди з прибережним передмістям Гленелг. Лінія починається біля розважального центра в Аделаїді далі прямує мимо Королівської лікарні Аделаїди, центрального залізничного вокзалу перетинає Південну дорогу та закінчується на площі Мослі у Гленезі. Всього на лінії 30 зупинок.

## Закриті лінії
Перша трамвайна лінія в місті відкрилася у 1878 році на кінній тязі. Після успіху першої лінії мережа активно розвивалася, до 1901 року було побудовано 74 км ліній використовувалося 162 вагона та 1062 коня. До 1907 року вся мережа обслуговувалася численними приватними компаніями, в тому році місто викупило трамвайні лінії та був створений Муніципальний Трамвайний Трест (МТТ), незабаром почалася електрифікація. Перший трамвай на електричні тязі з'явився в місті у 1909 році, але маршрути конки зберігалися ще 5 років. У 1910-х — 1920-х роках система активно розвивалася, будувалися нові лінії та закуповувався новий рухомий склад. Занепад трамвайної мережі стався після Другої світової, повоєнний дефіцит заважав оновленню рухомого складу, масова поява дешевших в обслуговувані автобусів та збільшення кількості приватних автомобілів призвело до постійних збитків системи та поступовому закриттю ліній в 1958 році.
З 1937 по 1963 роки в місті також працювали тролейбусні маршрути.

## Галерея

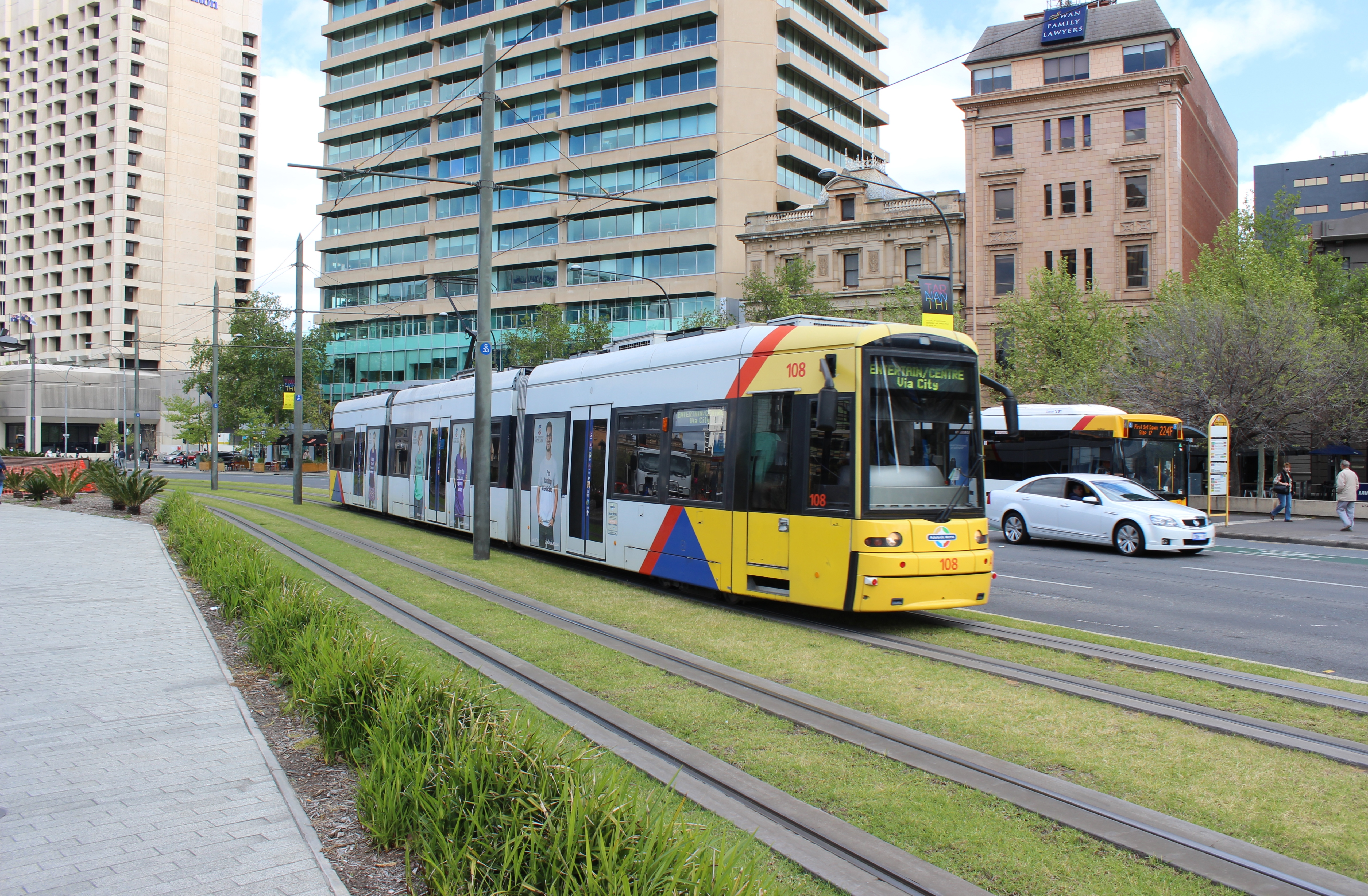
Аделаїдський трамвай поблизу площі Вікторії
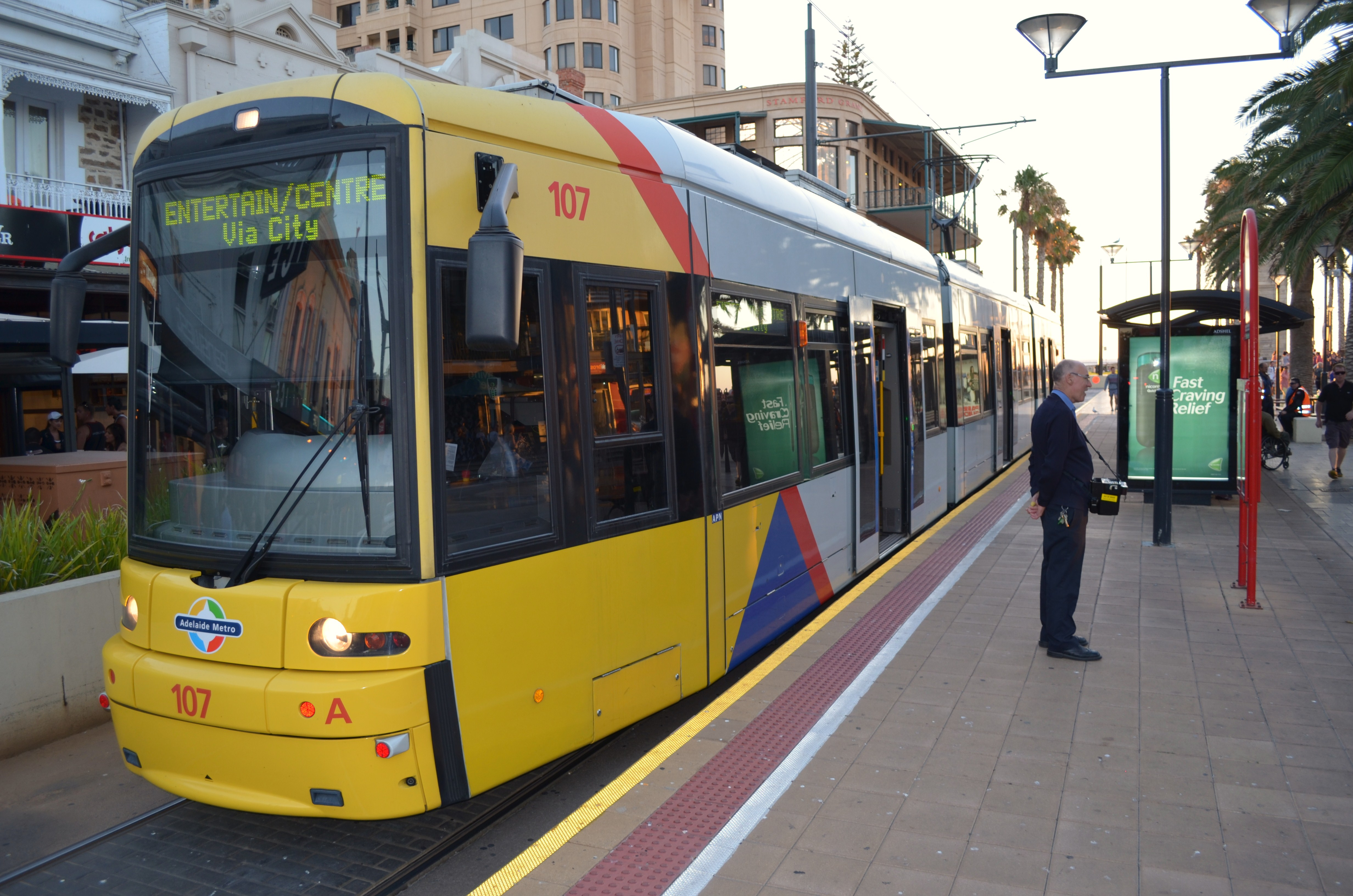
Трамвай на зупинці
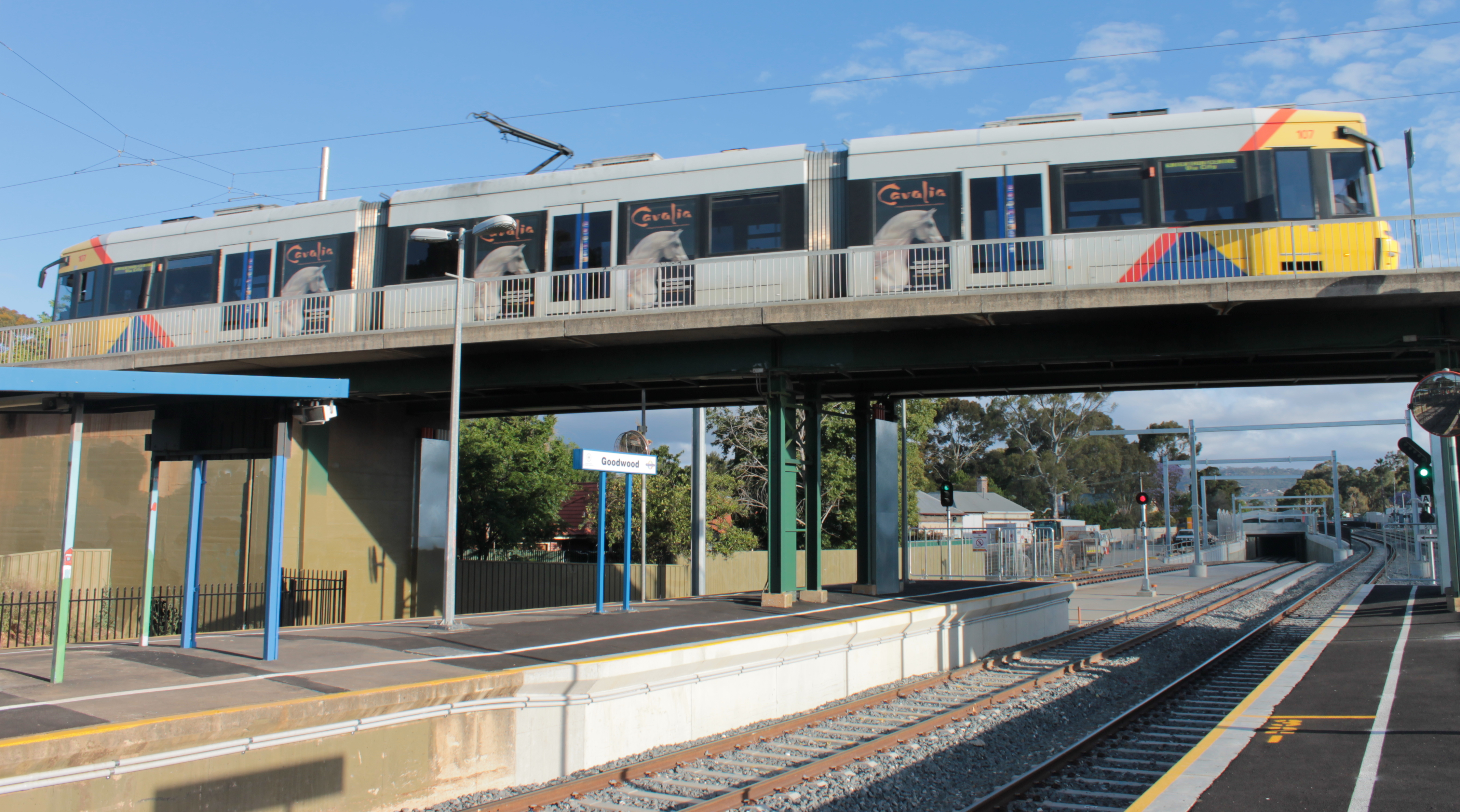
Трамвай на естакаді через залізничні колії
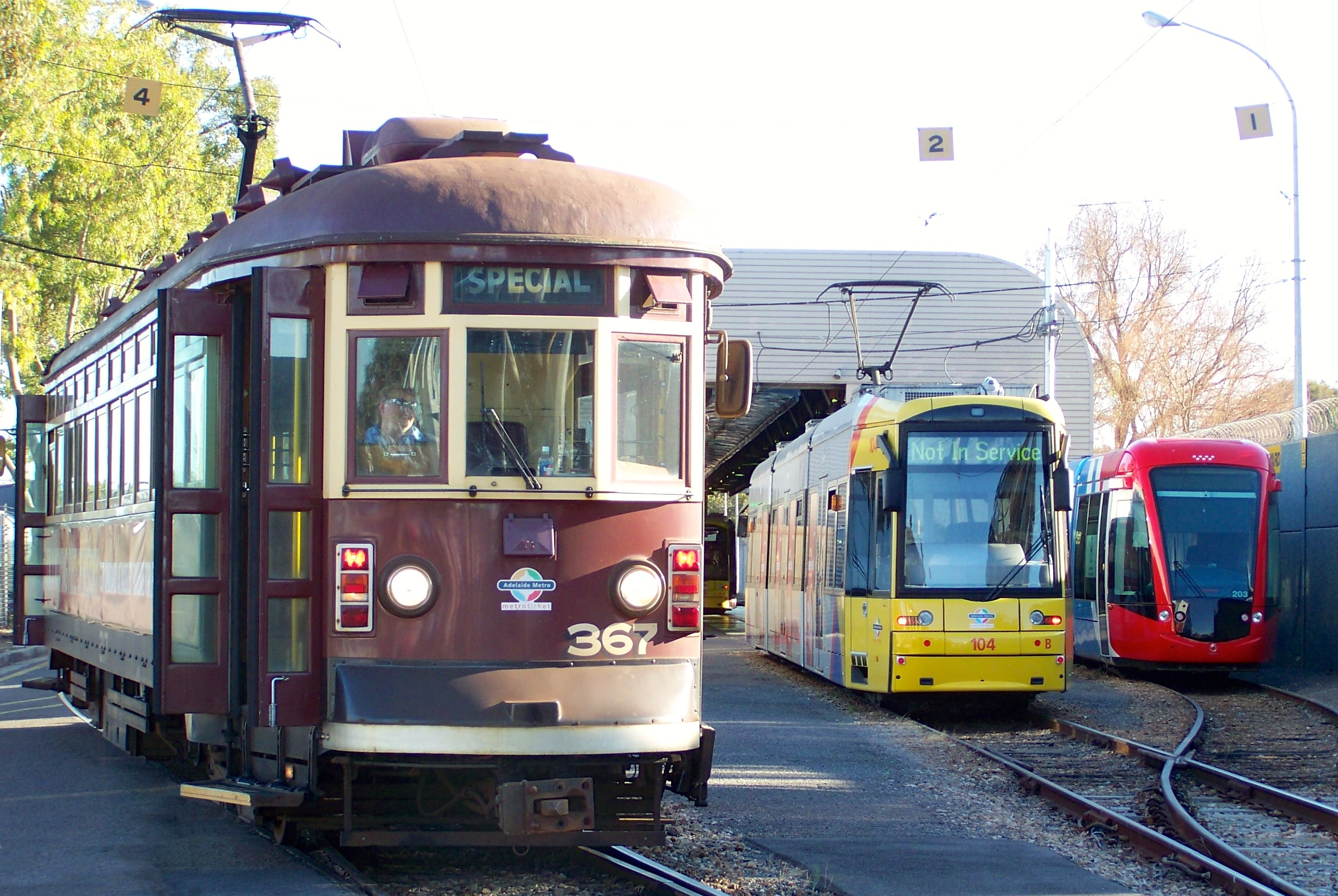
Різні типи рухомого складу